# Zambelli (pittori)
Gli Zambelli furono una famiglia di pittori attivi a Brescia tra la fine del XV secolo e la prima metà del XVI secolo.

## Le famiglie Zambelli
Nel territorio bresciano si possono rintracciare degli Zambelli a partire dal XIII secolo, poi diffusi in svariati rami non necessariamente imparentati tra loro, dei quali solo una minoranza è identificabile. Un ramo in particolare arrivò ad ottenere notevoli cariche pubbliche e militari, al servizio della Repubblica di Venezia, tra XVII e XVIII secolo, e nel 1922 venne iscritto nell’Elenco Ufficiale Nobiliare Italiano col titolo generico di Nobile.
Dei numerosi rami della famiglia, il gruppo dei pittori bresciani apparteneva agli Zambelli de Endena, accertati a Brescia dall’inizio del XV secolo e suddivisi in quattro nuclei distinti.

## I pittori
L’attività artistica degli Zambelli da Endena ha inizio con Giorgio da Rovato, cittadino bresciano dal 1450, e con suo fratello Francesco che si sa morto nel 1505. I due avevano una bottega, documentata nel 1465, nelle quadre di Sant’Alessandro.
Matteo e Stefano Zambelli, i due figli di Giorgio, subentrano nella bottega probabilmente nei primi anni del XVI secolo e trasferiscono l’attività in contrada di San Cassiano, quasi di fronte alla chiesa di San Benedetto.
Il 19 aprile 1517 Matteo, per sé stesso e in rappresentanza del fratello Stefano, partecipa alla riunione del Collegio dei pittori di Brescia. I loro nomi sono i primi nell’elenco dei 33 pittori presenti.
Nel 1519, Matteo sottoscrive un contratto di garzonaggio con Andrea da Manerbio, impegnandosi col padre Pietro Marone falegname di tenerlo nella sua bottega per cinque anni . È quindi possibile documentare i due fratelli pittori Matteo e Stefano Zambelli come i maestri del capostipite dei pittori Marone, che conosceranno grande fortuna e apprezzamento a Brescia per tutto il Cinquecento.
Matteo e Stefano dettano testamento nel 1528, lasciando indicazione di essere sepolti il primo nel Duomo e il secondo nella chiesa di San Pietro in Oliveto, lasciando in donazione alla cappella di San Barnaba un palio bianco e due dipinti di Angeli dorati. Nella polizza d’estimo del 1534, comunque, i due pittori sono ancora viventi: Stefano dichiara di avere 90 anni, di vivere col fratello Matteo di anni 88 e con un altro fratello di nome Francesco di anni 73, tutte età assolutamente ragguardevoli per l’epoca.
Non sono noti ulteriori sviluppi dell’attività artistica di famiglia, che probabilmente si esaurisce con la morte di Matteo e Stefano poco dopo il 1534. Tuttavia, è noto un altro esponente di nome Benedetto, figlio del terzo fratello Francesco, che nel 1517 si dichiara pictor di anni 35 con bottega nei pressi di porta Santo Stefano, vicino al palazzo vescovile.

## L’attività artistica
Nessuna opera pervenuta della pittura rinascimentale bresciana è assegnabile a qualche esponente di questa famiglia di pittori, nonostante fu attiva per decenni tra Quattrocento e Cinquecento e attraversò ben tre generazioni. È verosimile che la loro mano sia da cercare nelle svariate pitture anonime che affiancano i grandi nomi del periodo.
Le poche opere documentate sono da considerarsi perdute :
- Il primo gonfalone della Scuola del Santissimo Sacramento del Duomo di Brescia, dipinto da Giorgio Zambelli tra il 1495 e il 1497;
- Una non meglio precisata “ancona della Madonna” per la chiesa di San Giovanni Evangelista, sempre ad opera di Giorgio nel 1498.